# Evropská silnice E63
Evropská silnice E63 je evropskou silnicí 1. třídy. Začíná ve finském Sodankylä a končí v Turku. Celá trasa měří 1100 kilometrů a je vedena pouze na území Finska. Tam je také po celé své délce značena. Mezi městy Sodankylä a Kuopio prochází E63 po národní silnici 5, mezi městy Kuopio a Turku potom po národní silnici 9.

## Trasa
- Finsko
  - Sodankylä – Pelkosenniemi – Kemijärvi – Isokylä – Kuusamo – Suomussalmi – Kajaani – Iisalmi – Kuopio – Vehmasmäki – Suonenjoki – Lievestuore – Jyväskylä – Jämsä – Orivesi – Tampere – Akaa – Loimaa – Turku

## Galerie

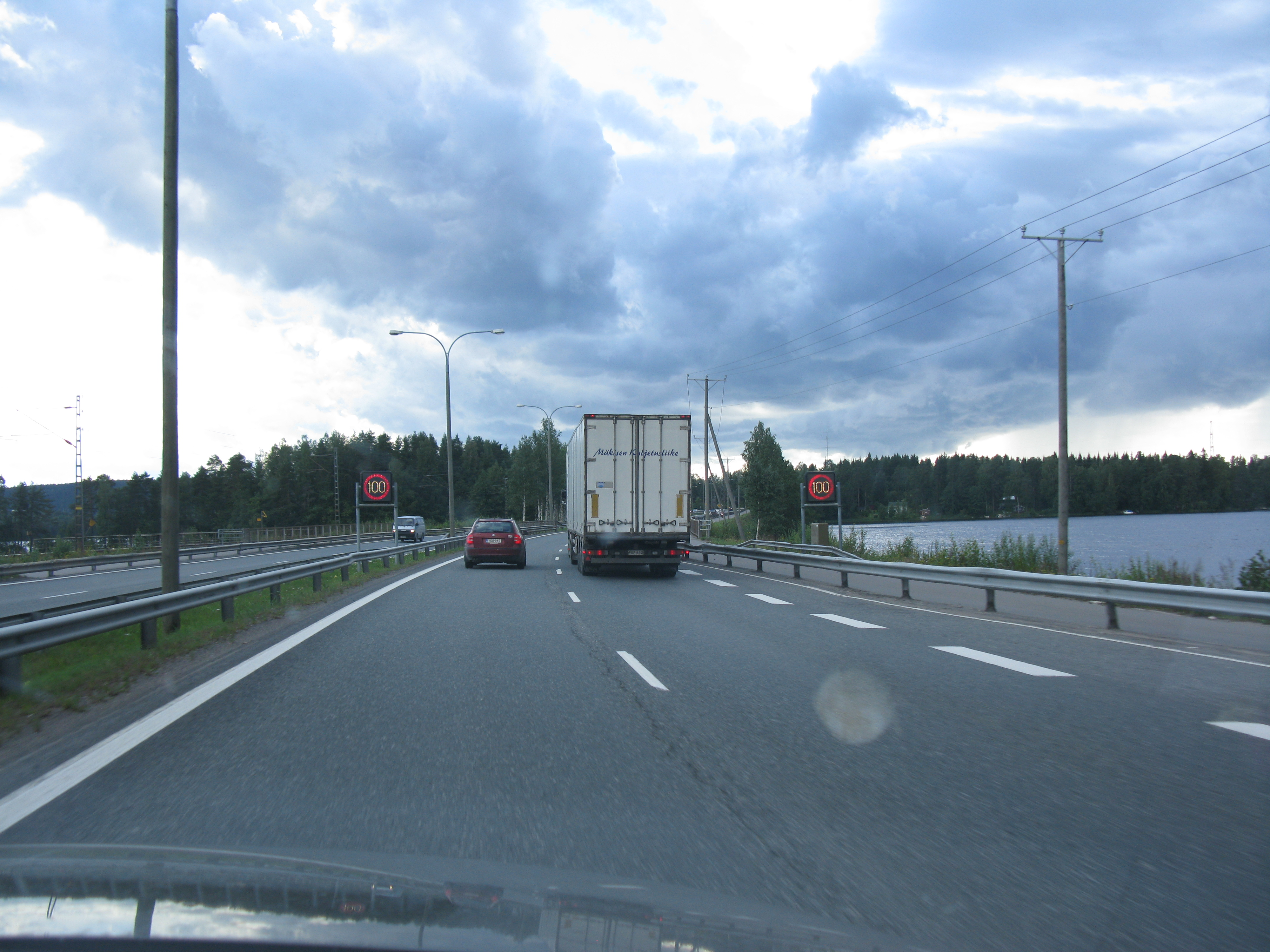
E63
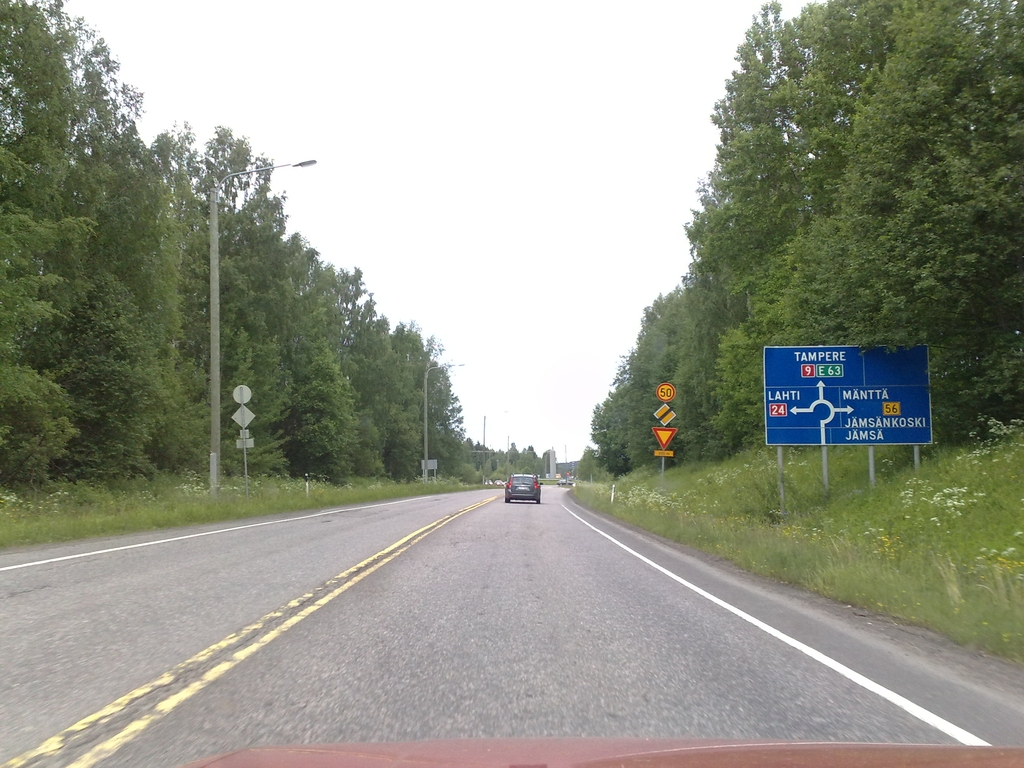
E63
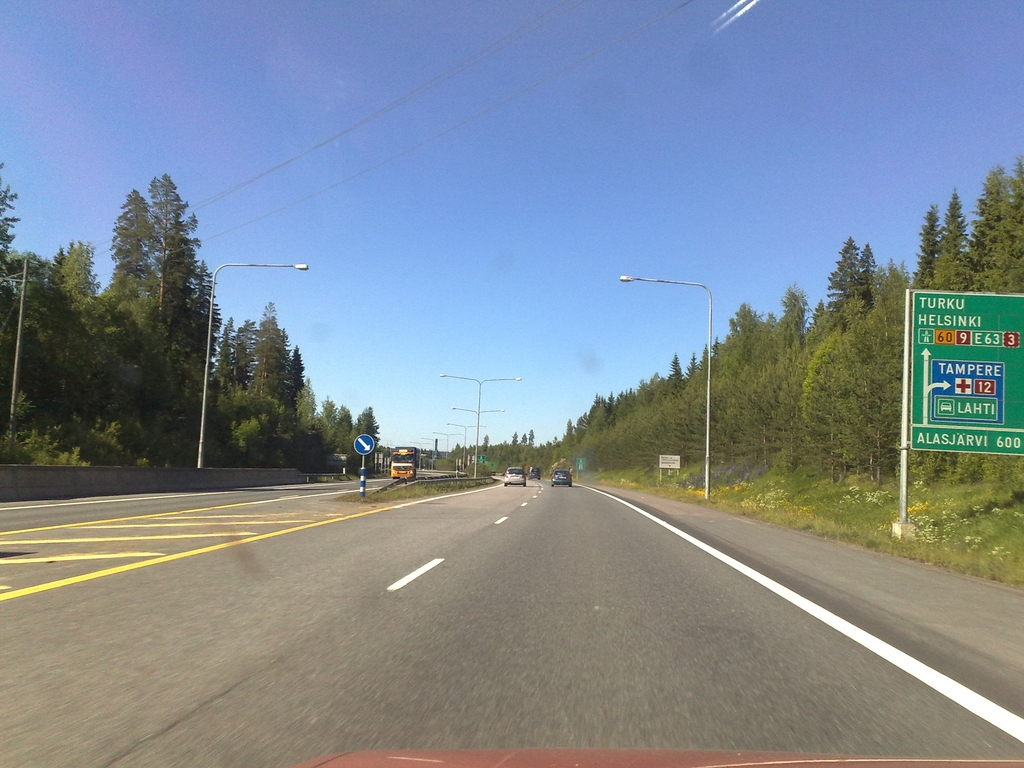
E63
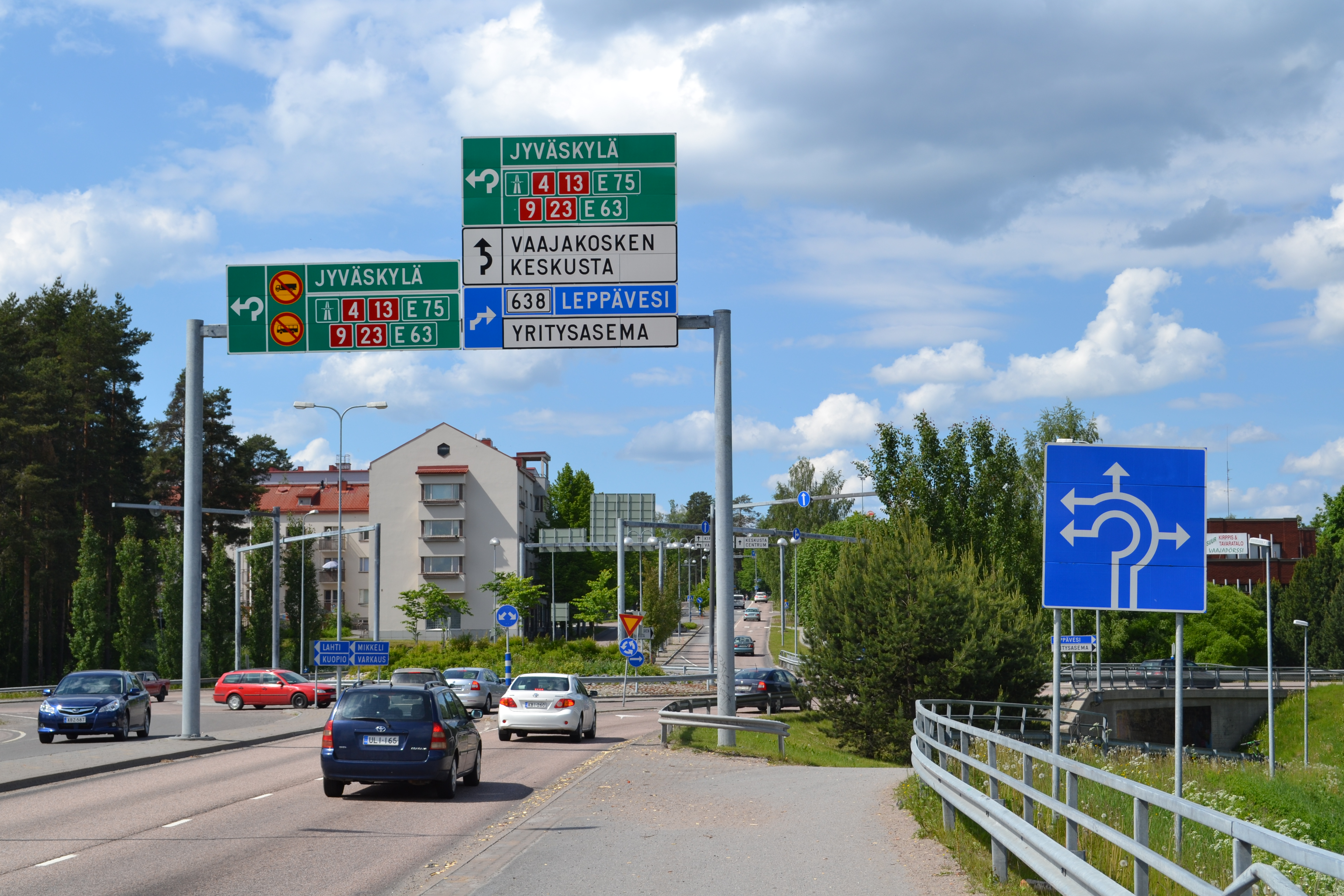
E63